# Birma na Letnich Igrzyskach Olimpijskich 1984
Birmę na Letnich Igrzyskach Olimpijskich 1984 reprezentował jeden zawodnik.

## Skład kadry

### Boks
Mężczyźni
- Latt Zaw
  - Waga lekka - przegrał w 1. rundzie z  Christopherem Ossai, sklasyfikowany na 33. miejscu